# HD 2039
HD 2039는 봉황자리 방향에 있는 황색 왜성 또는 황색 준거성이다. 이 별의 겉보기 등급은 +9로 작은 망원경을 통해 관측이 가능하다.
2002년 이 별 주위를 도는 외계 행성 한 개가 발견되었다.

## HD 2039 b
HD 2039 b는 HD 2039를 공전하는 외계 행성이다. 최소 질량은 목성의 4.85배에 달하며 이에 따라 슈퍼목성으로 분류할 수 있다. 이심률은 0.68로 큰 편이며, 어머니 항성을 1회 공전하는 데 필요한 시간은 1192.6일이다. 2002년 티니, 버틀러, 마시가 도플러 효과를 이용하여 발견했다. 도플러 효과는 행성의 궤도경사각을 알아내지 못하기 때문에, 이 행성의 질량은 실제로 훨씬 더 클 가능성이 있다.

## 참고 문헌
- Tinney;  외. (2003). “Four New Planets Orbiting Metal-enriched Stars”. 《The Astrophysical Journal》 587 (1): 423 – 428. doi:10.1086/368068.[깨진 링크(과거 내용 찾기)]
- Butler;  외. (2006). “Catalog of Nearby Exoplanets”. 《The Astrophysical Journal》 646 (1): 505 – 522. doi:10.1086/504701.[깨진 링크(과거 내용 찾기)] (웹 인쇄용)